# Wilminktheater en Muziekcentrum Enschede
Wilminktheater en Muziekcentrum Enschede zijn een theatergebouw en concertzaal van het Nationaal Muziekkwartier in Enschede.
Sinds 2011 zijn beide gebouwen verbonden met een loopbrug en hebben ze een gezamenlijke naamgeving. Het theater aan het Willem Wilminkplein werd op 23 november 2008 geopend in aanwezigheid van Koningin Beatrix. De naam Wilminktheater is een eerbetoon aan de in 2003 overleden Enschedese tekstschrijver/dichter Willem Wilmink. Het muziekcentrum van Podium Twente is ouder (9 september 1988) en deelt het gebouw met het het Twentsch Conservatorium, dat nu onderdeel is van het ArtEZ Conservatorium. De derde locatie is De Grote Kerk aan De Oude Markt, ook bekend als "De huiskamer van Enschede". De kleine theaterzaal van de voormalige Twentse Schouwburg aan de Langestraat in Enschede is de vierde locatie: De Kleine Willem.